# تپه قلعه جغد
تپه قلعه جغد مربوط به عصر مس - دوره اشکانیان است و در شهرستان خرم‌آباد، بخش مرکزی، دهستان رباط نمکی، روستای قلعه جغد واقع شده و این اثر در تاریخ ۲۸ اسفند ۱۳۸۵ با شمارهٔ ثبت ۱۸۸۰۵ به‌عنوان یکی از آثار ملی ایران به ثبت رسیده‌است.